# Corey Cogdell
Corey Cogdell-Unrein (* 2. September 1986 in Palmer, Alaska als Corey Cogdell) ist eine US-amerikanische Sportschützin. Sie tritt in der Disziplin Trap an.

## Erfolge
Corey Cogdell gewann bei den Panamerikanischen Spielen 2007 in Rio de Janeiro die Bronzemedaille. Im Jahr darauf folgte eine weitere Bronzemedaille bei den Olympischen Spielen 2008 in Peking, als sie im Finale 86 Treffer schoss und sich anschließend im Stechen um Bronze gegen drei Konkurrentinnen durchsetzte. Die Olympischen Spiele 2012 in London schloss sie auf dem elften Platz ab. Vier Jahre darauf zog sie in Rio de Janeiro ins olympische Halbfinale ein, nachdem es für sie nach 13 Treffern und einem anschließenden Stechen, bei dem sie unterlag, zum Duell um Bronze kam. In diesem kam es gegen Fátima Gálvez erneut zum Stechen, welches Cogdell gewann und damit erneut die Bronzemedaille errang. 2017 wurde sie mit der Trap-Mannschaft in Moskau Weltmeisterin.
Cogdell ist mit dem Footballspieler Mitch Unrein verheiratet.